# 北欧银行
北欧联合银行 (英語：Nordea Bank AB) ，或称北欧银行，是北欧的跨国金融服务集团，其总部位于芬兰的首都赫尔辛基。北欧银行是由瑞典的Nordbanken银行、芬兰Merita银行、丹麦Unibank银行以及挪威Christiania银行在1997到2000年间合并而成。波罗的海国家和波兰在今天也被认为是北欧银行市场的一部分，另外拉脱维亚从2006年也开始成立了北欧银行（拉脱维亚语：Nordea banka）的支行。北欧银行分别在斯德哥尔摩证券交易所、赫尔辛基证券交易所、和哥本哈根证券交易所上市。
北欧银行在世界各地19个国家拥有数量超过1400的银行支行、银行通过服务支行、子公司和代表处运营。北欧银行在德国法兰克福、英国伦敦、新加坡、中国上海和美国纽约设置有国际商业银行的分支。北欧银行的跨国个人银行总部设在卢森堡，同时在 比利时布鲁塞尔、法国戛纳、卢森堡、西班牙的富恩基羅拉、馬拉加以及瑞士的苏黎世设有分行。
北欧银行目前拥有1000万个人银行和70万商业银行用户。该集团的网络银行在世界处于领先地位，拥有590万在线用户和每年2.6亿的货币流通量。

## 网络盗窃
北欧银行2007年成为了在线网络钓鱼诈骗的目标。这次网络诈骗中损失的金额大约是700至800万瑞典克朗。 银行的客户被窃贼用钓鱼邮件的方式植入了专门为此次诈骗使用的特洛伊木马。显然这些邮件的发送时间前后超过15个月。据银行声称，最少有250名客户在不知情的情况下安装了该特洛伊木马。 窃贼通过小额的转账模式来回避银行系统的监测。这次事件之后，北欧银行赔偿了所有客户的损失，并实施了一个新的安全系统。

## 子公司

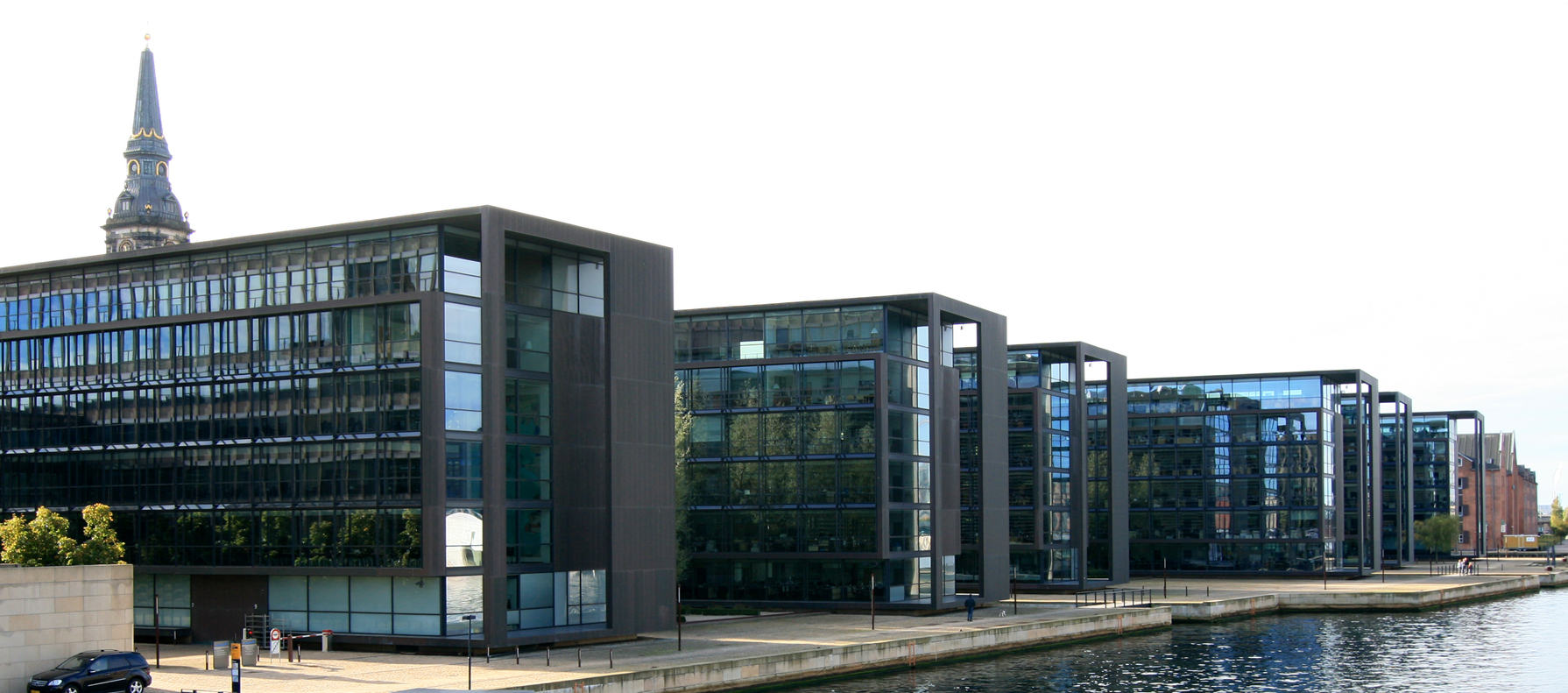
位于丹麦哥本哈根的Nordea总部

- Nordea丹麦银行
- Nordea爱沙尼亚银行
- Nordea瑞典银行
- Nordea拉脱维亚银行
- Nordea立陶宛银行
- Nordea挪威银行
- Nordea波兰银行
- Nordea俄国银行